# Csapat északi összetett az 1988. évi téli olimpiai játékokon
Az 1988. évi téli olimpiai játékokon az északi összetett csapatversenyét február 23-án és 24-én rendezték. A versenyt a nyugatnémet csapat nyerte meg. Magyar csapat nem vett részt a versenyszámban.
Ez a versenyszám először szerepelt a téli olimpia programjában.

## Eredmények
A csapatok versenyzői síugrásban normálsáncról egyenként három ugrást teljesítettek. Ugrásonként a csapatok pontjaiba minden versenyző eredményét beszámították. Az ugrásonkénti csapatpontszámok dőlt betűvel olvashatóak.
Az összesítésnél minden versenyzőnek csak a két legjobb ugrását vették figyelembe. A figyelembe nem vett pontszámok zárójelben olvashatóak. Az összesített csapatpontszámot a versenyzők két legjobb ugrásainak összege adta, ezek vastag betűvel olvashatóak.
Az összesített pontszámokat csapatonként időhátrányokra számították át. 0,1 pont különbség 0,5 másodperc hátrányt jelentett. A 3 × 10 km-es sífutásban a csapatok első versenyzői az első helyezetthez viszonyított időhátrányok szerint rajtoltak, a célba érkezés sorrendje határozta meg a végeredményt.
A távolságadatok méterben, az időeredmények másodpercben értendők.

### Síugrás, normálsánc
| Hely. | Nemzet                                                                     | 1. ugrás       | 1. ugrás                | 2. ugrás       | 2. ugrás                    | 3. ugrás       | 3. ugrás                | Össz. (pont)            | Időhátrány |
| Hely. | Nemzet                                                                     | Táv.           | Pont                    | Táv.           | Pont                        | Táv.           | Pont                    | Össz. (pont)            | Időhátrány |
| ----- | -------------------------------------------------------------------------- | -------------- | ----------------------- | -------------- | --------------------------- | -------------- | ----------------------- | ----------------------- | ---------- |
| 1.    | NSZK (FRG) · Hans-Peter Pohl · Hubert Schwarz · Thomas Müller              | 85,0 89,0 84,0 | 322,1 105,1 113,5 103,5 | 81,0 87,5 80,5 | 294,6 (94,0) (107,9) (92,7) | 82,0 88,0 80,0 | 307,7 99,6 113,7 94,4   | 629,8 204,7 227,2 197,9 | –          |
| 2.    | Ausztria (AUT) · Günther Csar · Hansjörg Aschenwald · Klaus Sulzenbacher   | 83,0 85,0 88,0 | 316,4 100,9 102,1 113,4 | 81,0 85,0 91,0 | 306,9 (92,0) 102,4 (112,5)  | 79,0 81,5 88,5 | 306,1 92,8 (98,3) 115,0 | 626,6 193,7 204,5 228,4 | +0:16,0    |
| 3.    | Norvégia (NOR) · Hallstein Bøgseth · Trond Arne Bredesen · Torbjørn Løkken | 82,0 82,5 87,0 | 300,7 95,8 98,6 106,3   | 79,5 83,0 79,0 | 274,6 (89,6) (98,2) (86,8)  | 83,0 83,5 80,5 | 295,9 99,2 102,5 94,2   | 596,6 195,0 201,1 200,5 | +2:46,0    |
| 4.    | Csehszlovákia (TCH) · Ladislav Patráš · Ján Klimko · Miroslav Kopal        | 83,0 79,5 83,0 | 285,6 95,9 91,3 98,4    | 79,0 76,0 82,0 | 261,4 (85,3) (81,5) (94,6)  | 82,0 80,0 82,5 | 287,9 96,1 93,4 98,4    | 573,5 192,0 184,7 196,8 | +4:41,5    |
| 5.    | NDK (GDR) · Thomas Prenzel · Marko Frank · Uwe Prenzel                     | 79,0 82,0      | 280,1 (88,0) 96,8 95,3  | 82,0 80,0 81,0 | 275,0 92,6 (89,9) (92,5)    | 79,0 82,0 81,0 | 286,9 91,3 99,1 96,5    | 571,6 183,9 195,9 191,8 | +4:51,0    |
| 6.    | Svájc (SUI) · Fredy Glanzmann · Hippolyt Kempf · Andreas Schaad            | 81,0 83,0 78,5 | 278,8 (92,7) 99,4 86,7  | 82,0 83,5 78,0 | 274,3 93,1 (97,5) (83,7)    | 84,0 82,5 78,5 | 292,2 102,3 100,4 89,5  | 571,4 195,4 199,8 176,2 | +4:52,0    |
| 7.    | Finnország (FIN) · Pasi Saapunki · Jouko Parviainen · Jukka Ylipulli       | 72,0 83,5 83,0 | 272,4 71,8 99,7 100,9   | 76,0 77,0 81,0 | 258,6 (81,0) (84,1) 93,5    | 76,0 83,0 78,5 | 277,2 84,0 102,2 (91,0) | 561,3 165,0 201,9 194,4 | +5:42,5    |
| 8.    | Franciaország (FRA) · Jean-Pierre Bohard · Xavier Girard · Fabrice Guy     | 79,5 82,0 79,5 | 272,9 89,3 95,8 87,8    | 78,0 79,0 79,5 | 252,6 (82,2) (84,8) (85,6)  | 78,0 80,0 78,5 | 268,1 88,7 91,4 88,0    | 541,0 178,0 187,2 175,8 | +7:24,0    |
| 9.    | Japán (JPN) · Mijazaki Hideki · Abe Maszasi · Kodama Kazuoki               | 78,0 79,0 76,0 | 254,1 86,4 88,0 79,7    | 75,5 75,0      | 230,0 (77,7) (75,9) (76,4)  | 74,0 78,5 80,0 | 261,2 79,8 89,5 91,9    | 515,3 166,2 177,5 171,6 | +9:32,5    |
| 10.   | Egyesült Államok (USA) · Joe Holland · Todd Wilson · Hans Johnstone        | 80,5 79,0 75,0 | 256,5 91,9 87,5 (77,1)  | 75,0 76,0 78,0 | 237,1 (75,9) (79,0) 82,2    | 79,0 78,0 74,0 | 255,3 89,8 88,2 77,3    | 516,9 181,7 175,7 159,5 | +9:24,5    |
| 11.   | Szovjetunió (URS) · Andrej Dundukov · Vaszilij Szavin · Allar Levandi      | 82,5 81,0 –    | 192,3 97,1 95,2 –       | 80,5 –         | 90,2 –                      | –              | –                       | 282,5                   | +28:56,5   |

### 3 × 10 km-es sífutás
| Helyezés | Nemzet                                                                     | Időh.    | Sífutás idő                       | Sífutás hely. | Összesítés |
| -------- | -------------------------------------------------------------------------- | -------- | --------------------------------- | ------------- | ---------- |
| Arany    | NSZK (FRG) · Thomas Müller · Hans-Peter Pohl · Hubert Schwarz              | –        | 1:20:46,0 25:33,6 27:26,7 27,45,7 | 10.           | 1:20:46,0  |
| Ezüst    | Svájc (SUI) · Fredy Glanzmann · Hippolyt Kempf · Andreas Schaad            | +4:52,0  | 1:15:57,4 25:34,7 25:12,9 25:09,8 | 1.            | 1:20:49,4  |
| Bronz    | Ausztria (AUT) · Hansjörg Aschenwald · Günther Csar · Klaus Sulzenbacher   | +0:16,0  | 1:21:00,9 28:33,7 26:39,7 25:47,5 | 6.            | 1:21:16,9  |
| 4.       | Norvégia (NOR) · Hallstein Bøgseth · Trond Arne Bredesen · Torbjørn Løkken | +2:46,0  | 1:18:48,4 26:18,6 27:04,0 25:25,8 | 3.            | 1:21:34,4  |
| 5.       | NDK (GDR) · Thomas Prenzel · Marko Frank · Uwe Prenzel                     | +4:51,0  | 1:18:13,5 26:23,9 26:12,1 25:37,5 | 4.            | 1:23:04,5  |
| 6.       | Csehszlovákia (TCH) · Ladislav Patráš · Ján Klimko · Miroslav Kopal        | +4:41,5  | 1:19:02,1 26:49,7 26:30,4 25:42,0 | 7.            | 1:23:43,6  |
| 7.       | Finnország (FIN) · Pasi Saapunki · Jouko Parviainen · Jukka Ylipulli       | +5:42,5  | 1:19:56,3 26:29,7 26:42,3 26:44,3 | 5.            | 1:25:38,8  |
| 8.       | Franciaország (FRA) · Jean-Pierre Bohard · Xavier Girard · Fabrice Guy     | +7:24,0  | 1:19:45,4 27:04,9 26:43,2 25:57,3 | 9.            | 1:27:09,4  |
| 9.       | Japán (JPN) · Mijazaki Hideki · Abe Maszasi · Kodama Kazuoki               | +9:32,5  | 1:19:54,3 25:59,1 26:54,9 27:00,3 | 2.            | 1:29:26,8  |
| 10.      | Egyesült Államok (USA) · Joe Holland · Todd Wilson · Hans Johnstone        | +9:24,5  | 1:23:42,9 27:00,3 27:03,1 29:39,5 | 8.            | 1:33:07,4  |
| 11.      | Szovjetunió (URS) · Andrej Dundukov · Vaszilij Szavin · Allar Levandi      | +28:56,5 | nem indult                        | –             | –          |